# Hispano-Suiza H6
Hispano-Suiza H6 är en personbil, tillverkad av den franska biltillverkaren Hispano-Suiza mellan 1919 och 1933.

## Hispano-Suiza H6
På Bilsalongen i Paris 1919, den första bilutställningen efter första världskriget, presenterade Hispano-Suiza sin stora lyxbil H6. Den var konstruerad av Marc Birkigt och byggdes av det franska dotterbolaget, lite närmare den tilltänkta kundkretsen.
Motorn byggde på erfarenheter från flygmotortillverkningen under kriget. Det var en rak sexa med vevhus och motorblock i aluminium och ett fast monterat cylinderhuvud i gjutjärn. Den hade en kamskaftsdriven överliggande kamaxel. Bilen hade fyrhjulsbromsar med ett mekaniskt servo drivet från växellådan. Hela konstruktionen genomsyrades av en kompromisslös kvalitet som gjorde H 6:an till den dyraste bil som byggdes i Europa.
Ingenting är dock så bra att det inte kan förbättras och 1922 uppdaterades bilen till H6B, med bland annat starkare motor.

## Hispano-Suiza H6C
Trots att bilen främst var avsedd för de allra rikaste, med råd att hålla sig med privatchaufför, var den tillräckligt snabb för att tävla med. Hispano-Suiza vann Coupe Boillon i Boulogne-Billancourt tre år i rad 1921 till 1923. Från 1924 såldes versionen H6C med motor på åtta liter. Bilen kallas oftast Boulogne. I tävlingsutförande gav motorn uppåt 200 hk.

## Hispano-Suiza Type 49
För den spanska marknaden byggde moderbolaget den enklare Type 49. Bilen hade en mindre version av den sexcylindriga motorn och ett kortare chassi. Bilen tillverkades fram till 1936.

## Motor
| Modell | Motor               | Cylindervolym | Effekt | Bränslesystem   |
| ------ | ------------------- | ------------- | ------ | --------------- |
| H6     | 6-cyl radmotor SOHC | 6597 cm³      | 120 hk | Enkel förgasare |
| H6B    | 6-cyl radmotor SOHC | 6597 cm³      | 135 hk | Enkel förgasare |
| H6C    | 6-cyl radmotor SOHC | 7983 cm³      | 160 hk | Enkel förgasare |
| T49    | 6-cyl radmotor SOHC | 3746 cm³      |        | Enkel förgasare |

## Tillverkning[1]
| Modell | Antal    |
| ------ | -------- |
| H6     | Ca 2 200 |
| H6C    | 264      |